# Kvarteret Krabaten

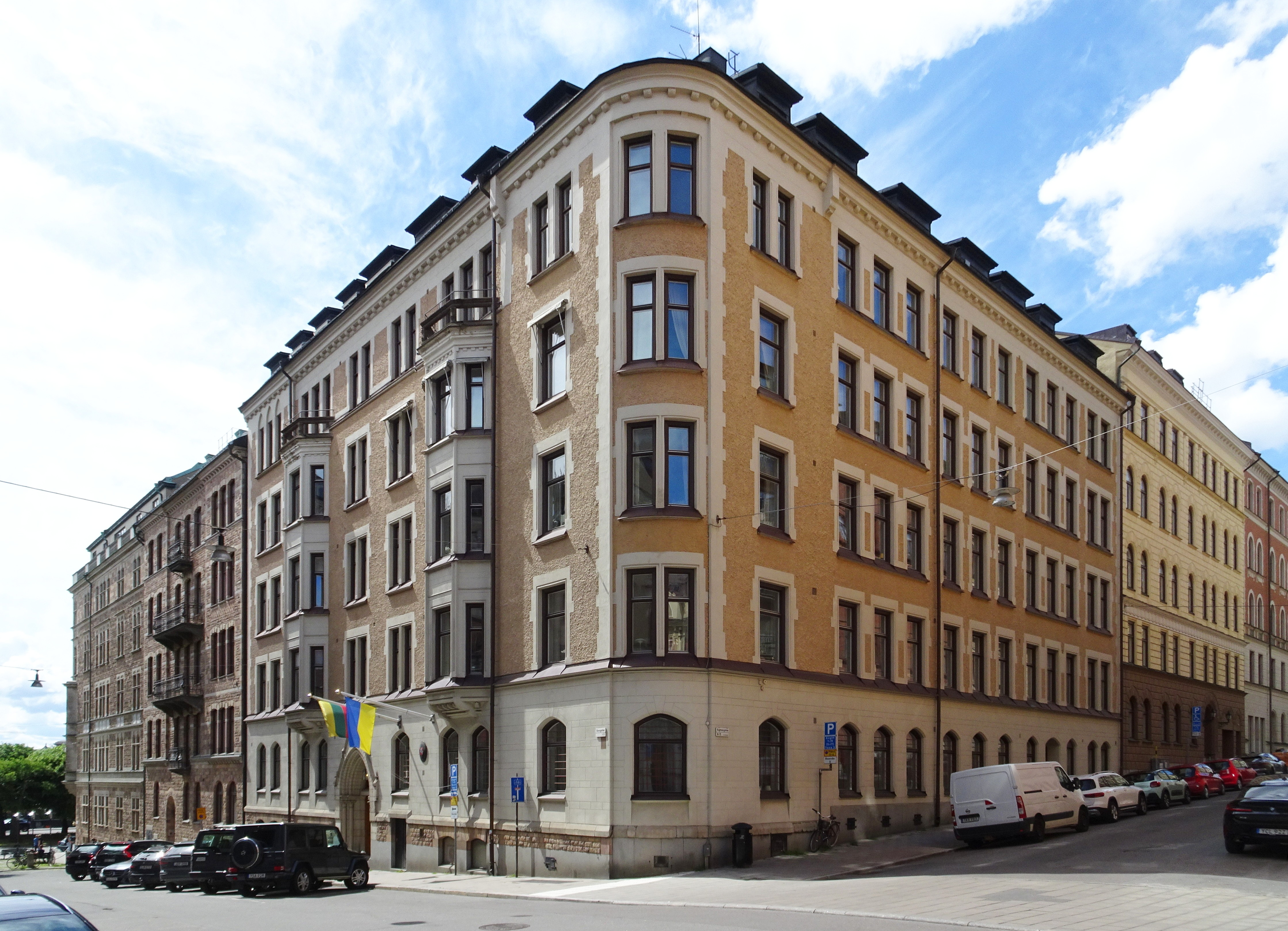
Kvarteret sett från nordost, Krabaten 9 närmast, juni 2022.

Kvarteret Krabaten är ett kvarter på Östermalm i Stockholm. Kvarteret begränsas av Strandvägen i söder, av Skeppargatan i väster, av Kaptensgatan i norr och av Grevgatan i öster. Kvarteret omnämns i skrift redan 1649 och består idag (2022) av nio fastigheter, Krabaten 2–10. 

## Historik

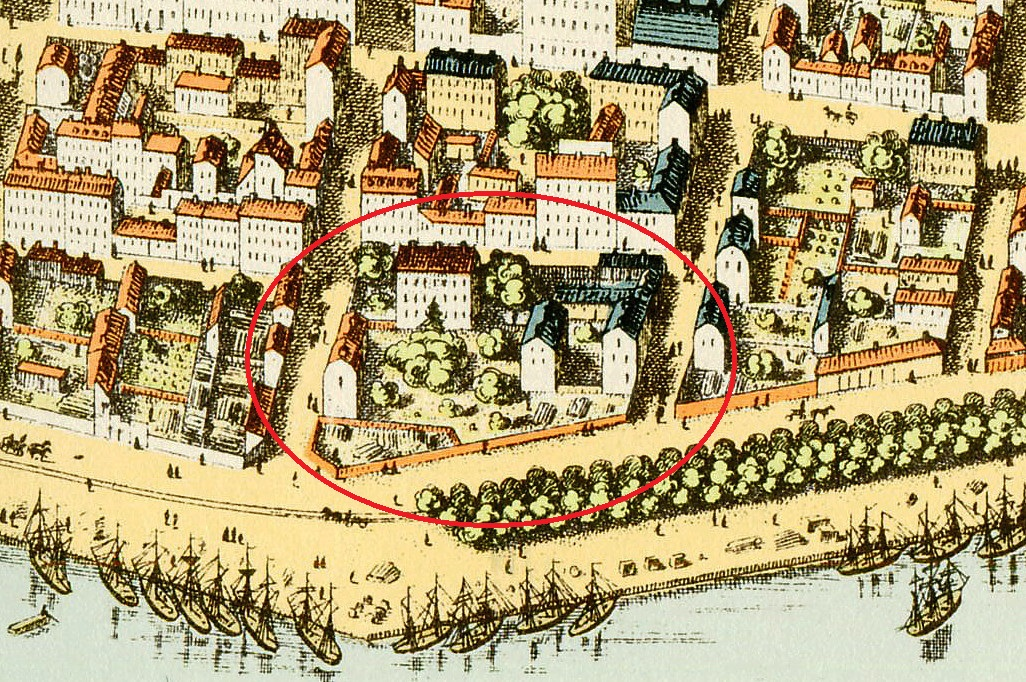
Kvarteret på Heinrich Neuhaus Stockholmspanorama från 1870-talet.

Kvarterets läge och riktning fastställdes i 1640-talets rutnätsplan för Ladugårdslandet (se Stadsplanering i Stockholm). Kvarterets namn omnämns redan 1649 som beläget ”på Ladugårdslandet vid Kaptensgatan”, alltså på samma plats som idag. 1649 blev kaptenen Anders Nilsson Krabat (också stavat Crobat eller Crabat) gårdsägare i kvarteret. Han eller hans släkt uppgavs härstamma från Kroatien och ordet krabat är en förvrängning av kroat. 
På Petrus Tillaeus karta från 1733 stavas kvartersnamnet Krabbaten och har där nr 41. På 1700-talet gick Ladugårdslandsvikens strandområde genom kvarterets södra del och Tillaeus karta visar där en otydlig strandlinje med några bryggor och sjöbodar. Till en början bestod hela kvarteret av en enda fastighet (Krabaten 1). 
Inom området låg på 1800-talets början ett kronobränneri och ett koppympningsinstitut där man utförde vaccineringar mot smittkoppor. Dit förlades 1819 den nybildade Veterinärinrättningen i Stockholm (sedermera kallad Veterinärhögskolan), dess byggnader låg längs med Grevgatans båda sidor. Verksamheten fanns kvar fram till 1880 då man flyttade till nya lokaler strax norr om Karlaplan (se Veterinären 10). 
I kvarterets nordvästra hörn (Kaptensgatan / Skeppargatan) hade veterinärinrättningens överdirektör sin bostad i en gammal malmgård från 1700-talet. Efter flytten från kvarteret Krabaten förföll gården och kallades allmänt Kråkslottet. Gårdens tidigare välskötta trädgård användes som vedupplag. Byggnaden revs 1894 och övrig bebyggelse kort därefter.

### Kvarteret genom tiden

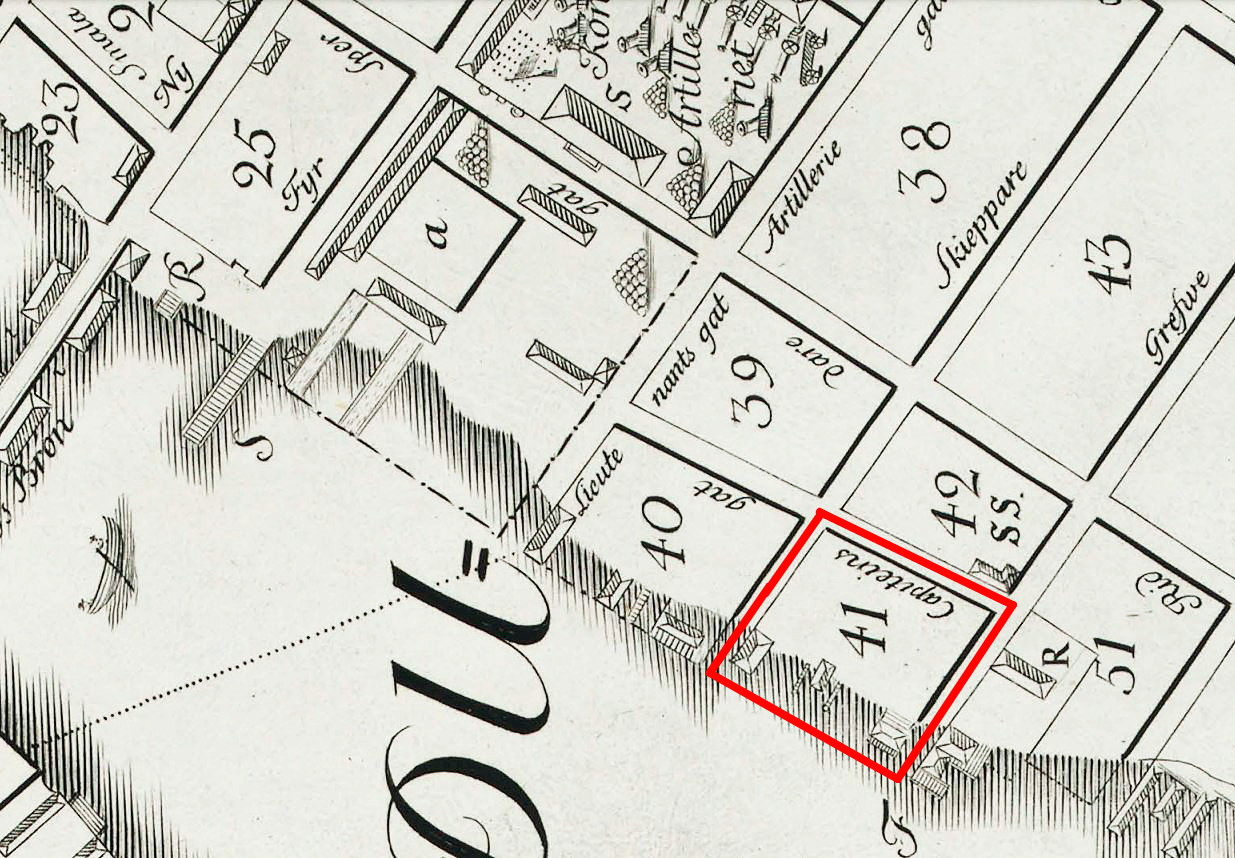
1733.
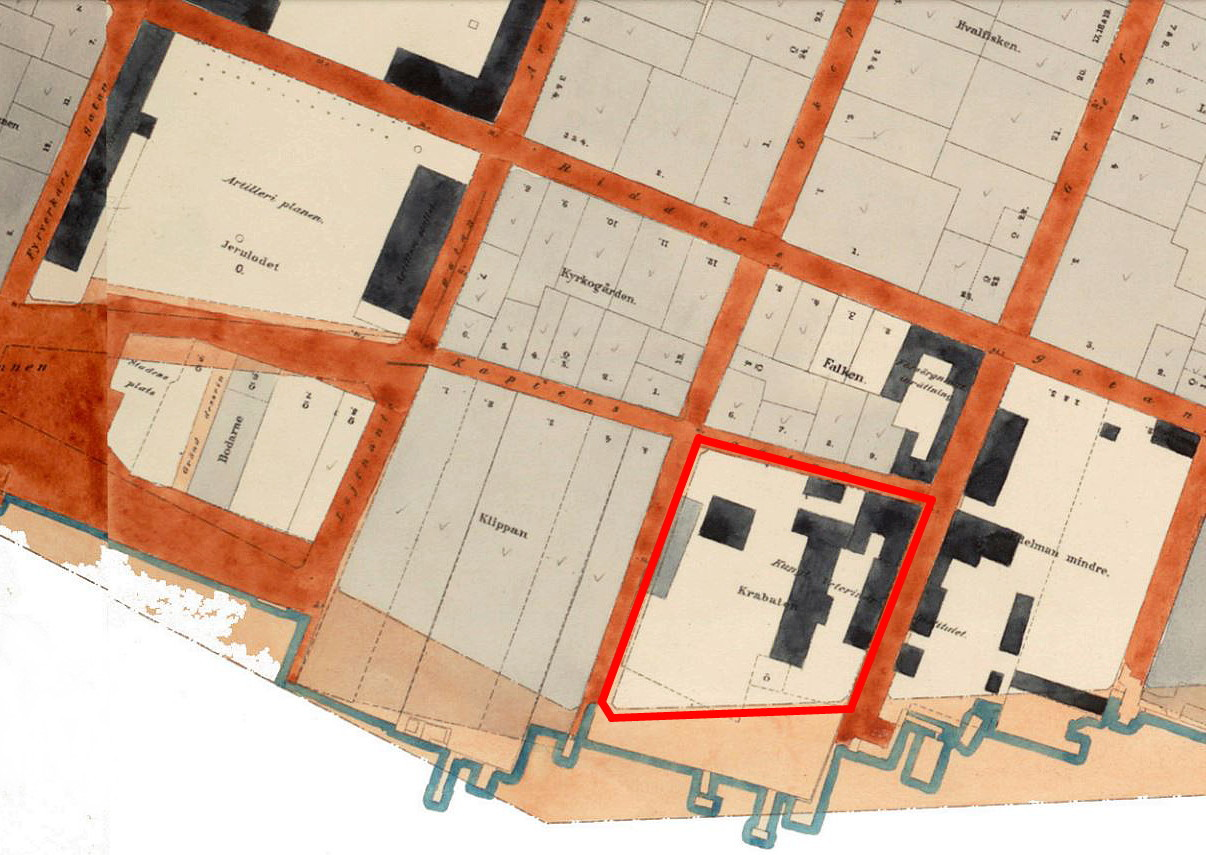
1863.
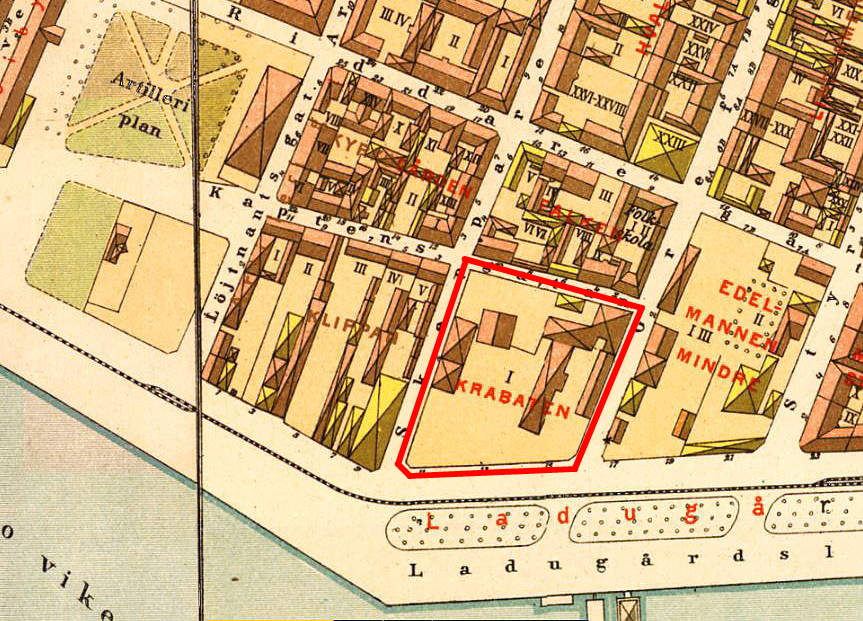
1885.
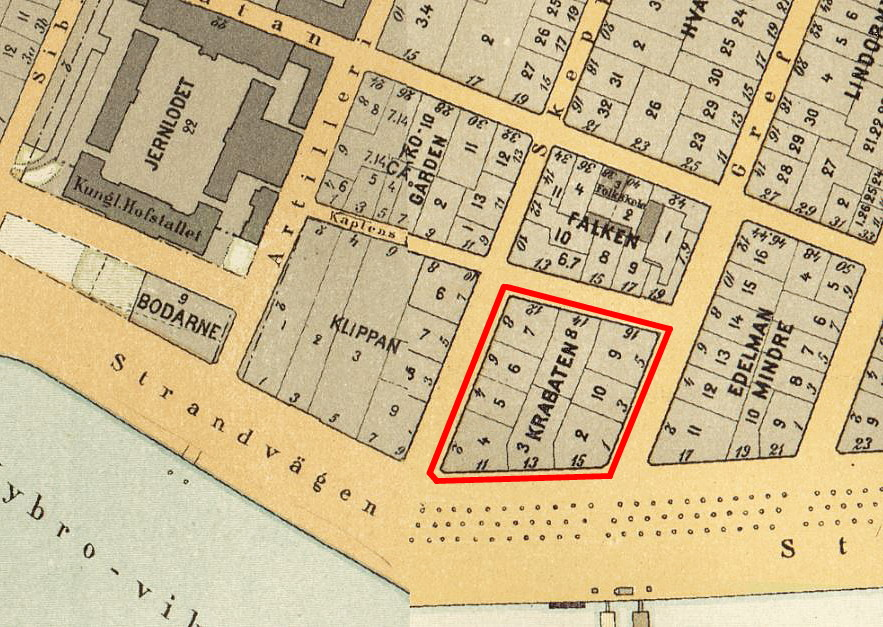
1899.
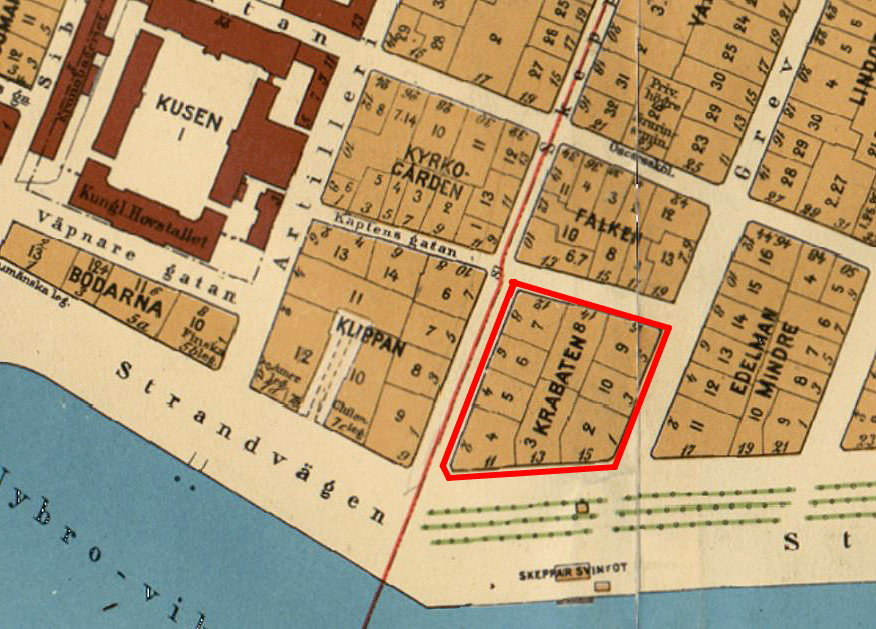
1930.

## Kvarterets nygestaltning
Redan 1857 började Stockholms stads representanter diskutera att rensa upp bland rucklen längs Ladugårdslandsviken och låta anlägga där en påkostad praktgata som kom att kallas Strandvägen. 1859 presenterades ett förslag av arkitekt Edvard von Rothstein, chefen för stadens vattenbyggnader. Där och på en karta från 1863 framgår Krabaten med en enda stor tomt. Den första stadsplanen för Krabaten fastställdes i oktober 1879 som reviderades 1893 och 1932. Idag gällande stadsplan är från 1936. Kvarteret delades i nio fastigheter (nr 2–10) och den nya bebyggelsen uppfördes nästan samtidigt mellan åren 1894 och 1898.

### Historiska bilder

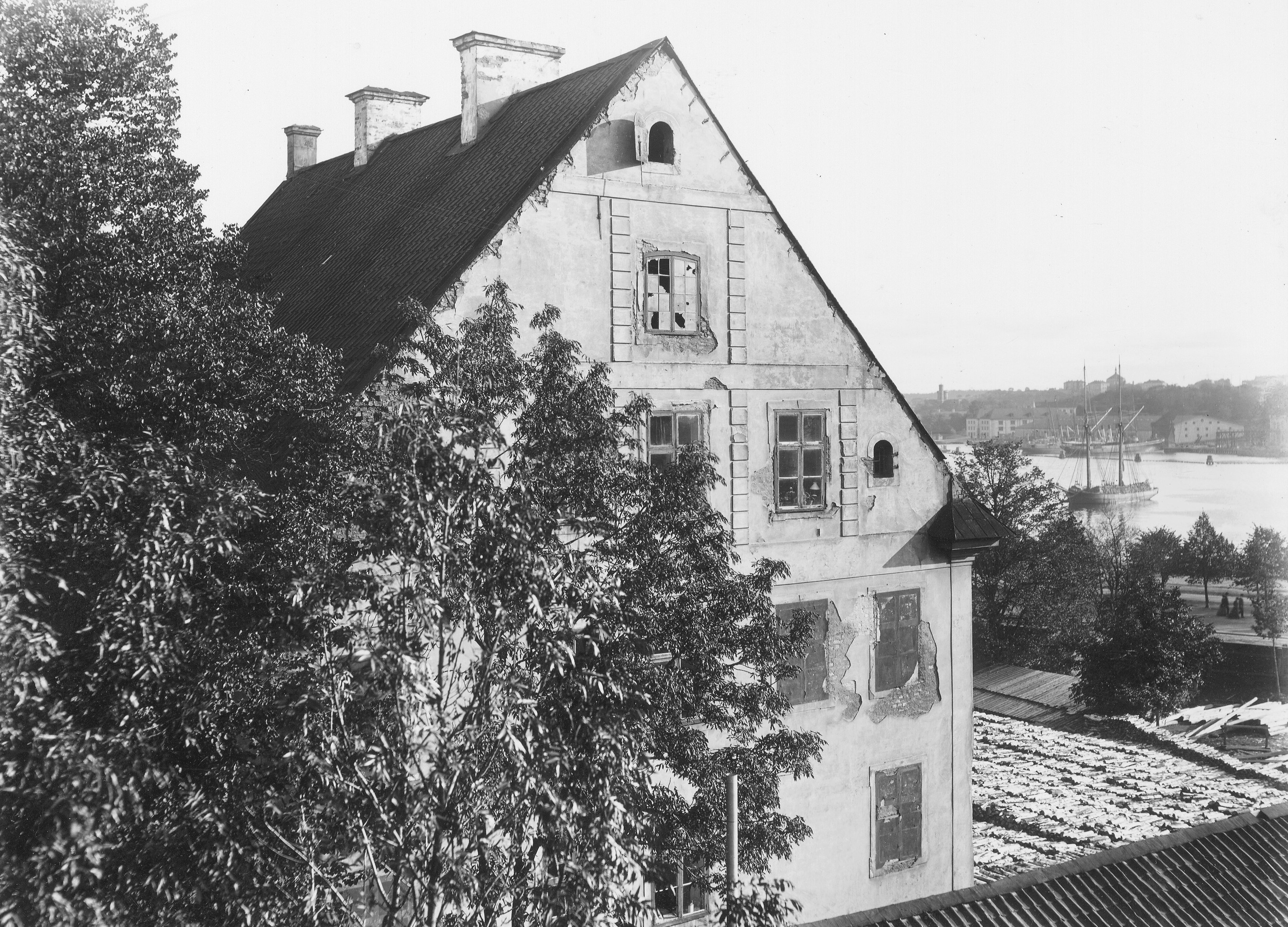
"Kråkslottet" sett från Skeppargatan, 1890-tal, Ladugårdslandsviken i bakgrunden.
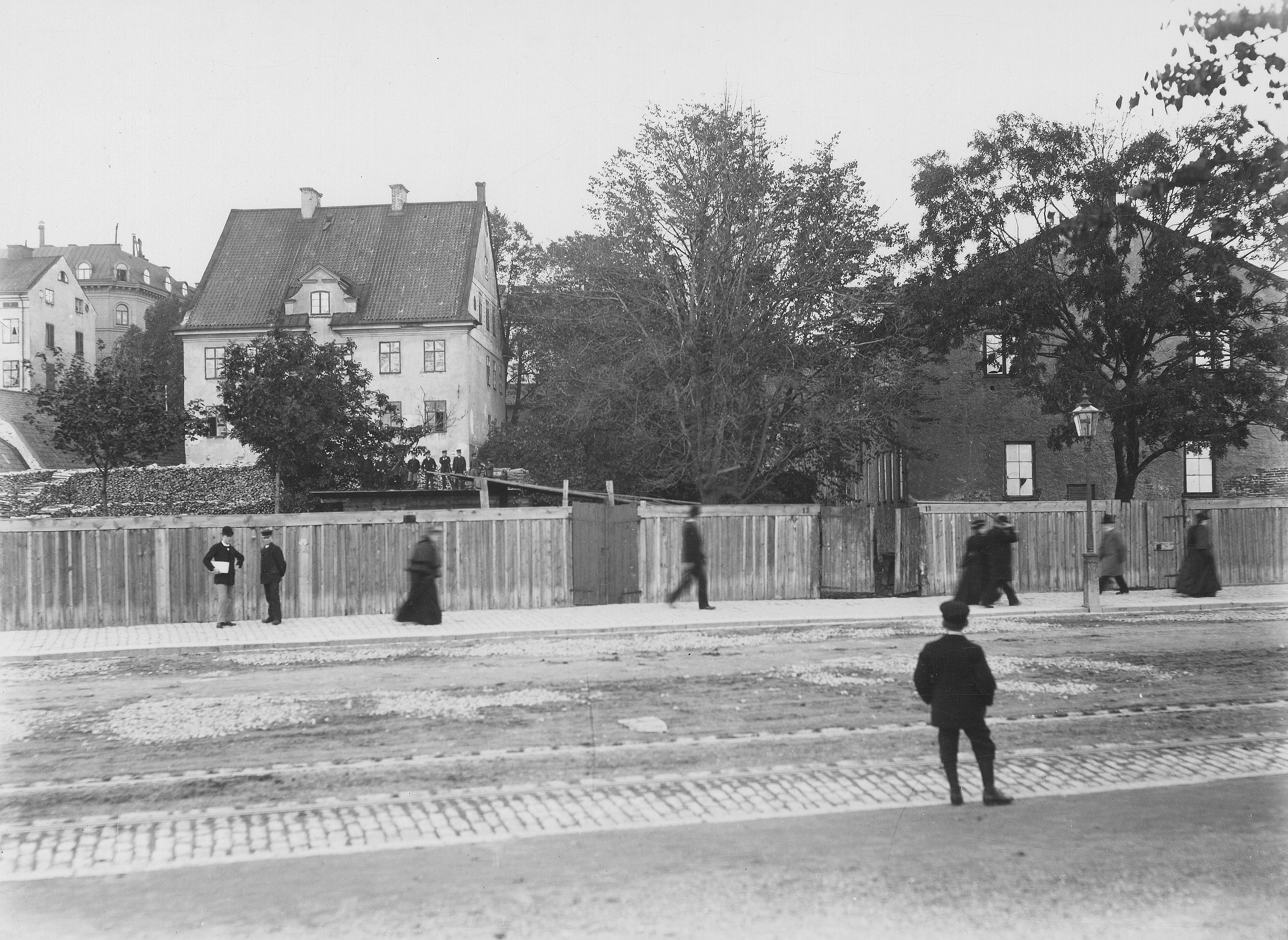
Kvarterets mellersta del, vy från Strandvägen, "Kråkslottet" i bakgrunden.
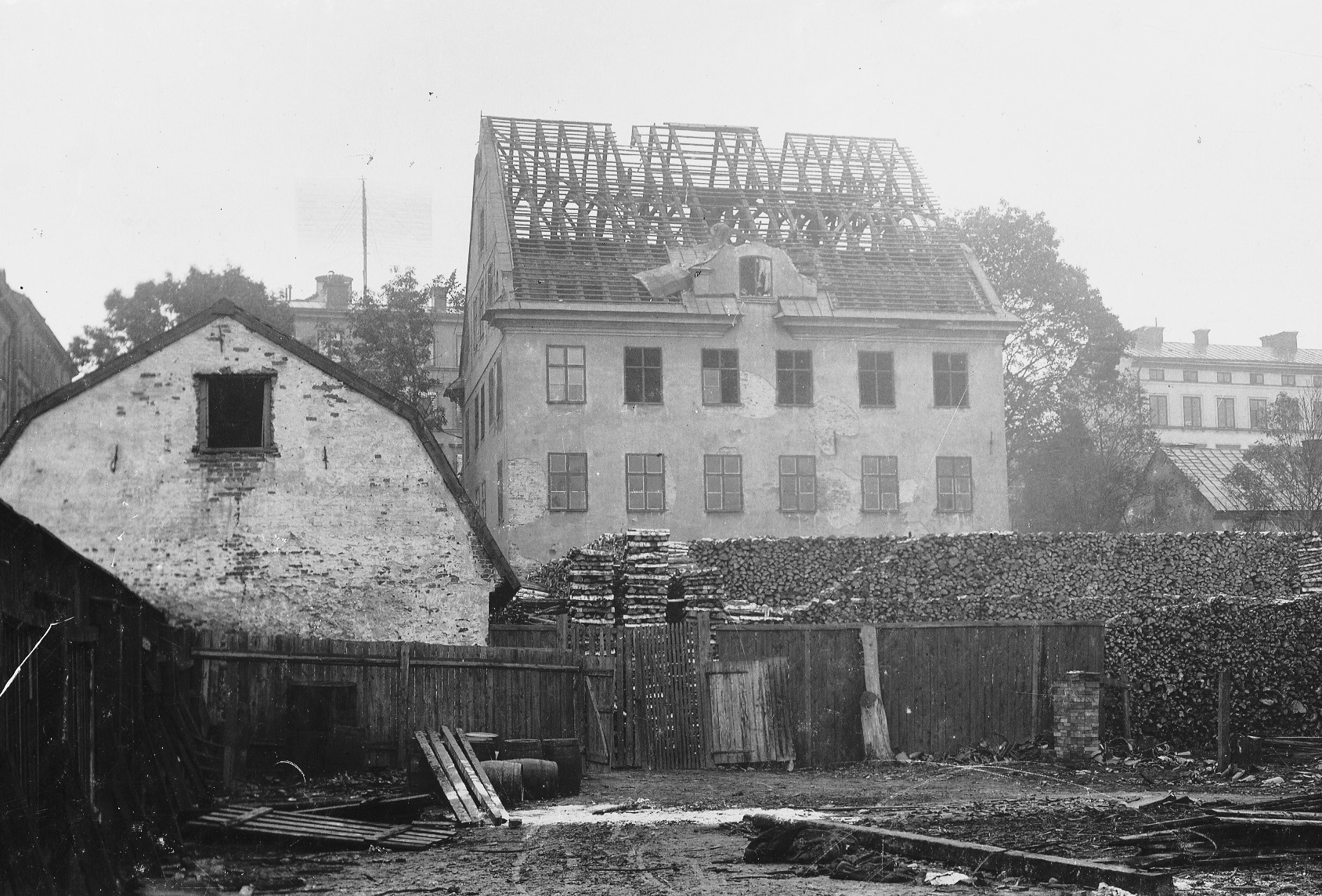
Kvarterets mellersta del, rivning av "Kråkslottet" påbörjat, 1894.
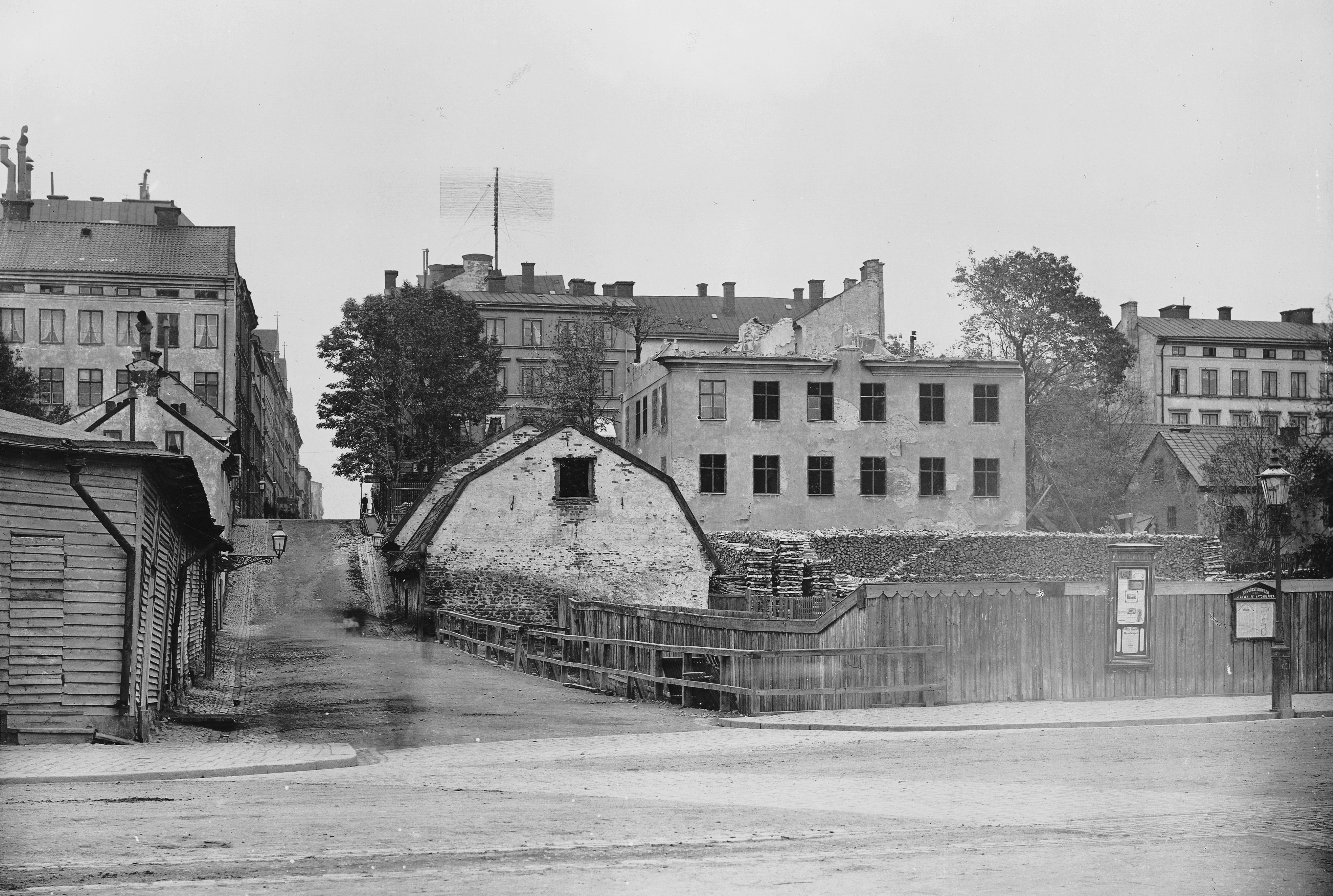
Bebyggelsen vid Skeppargatan, vy från Strandvägen, "Kråkslottet" rivs, 1894.
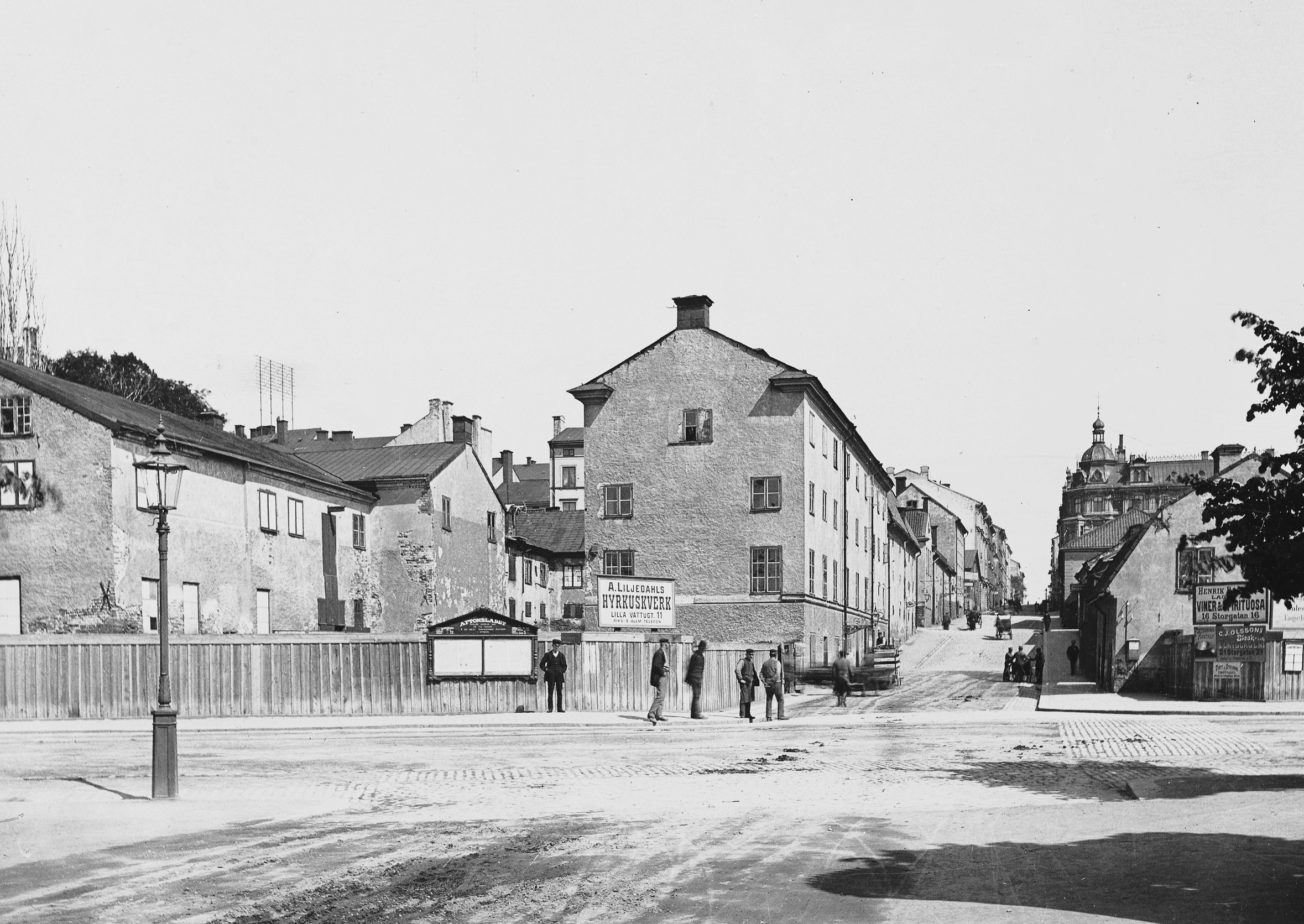
Veterinärinrättningens tidigare byggnader vid Grevgatan, vy från Strandvägen, 1890-tal.

### Kvarterets fastigheter

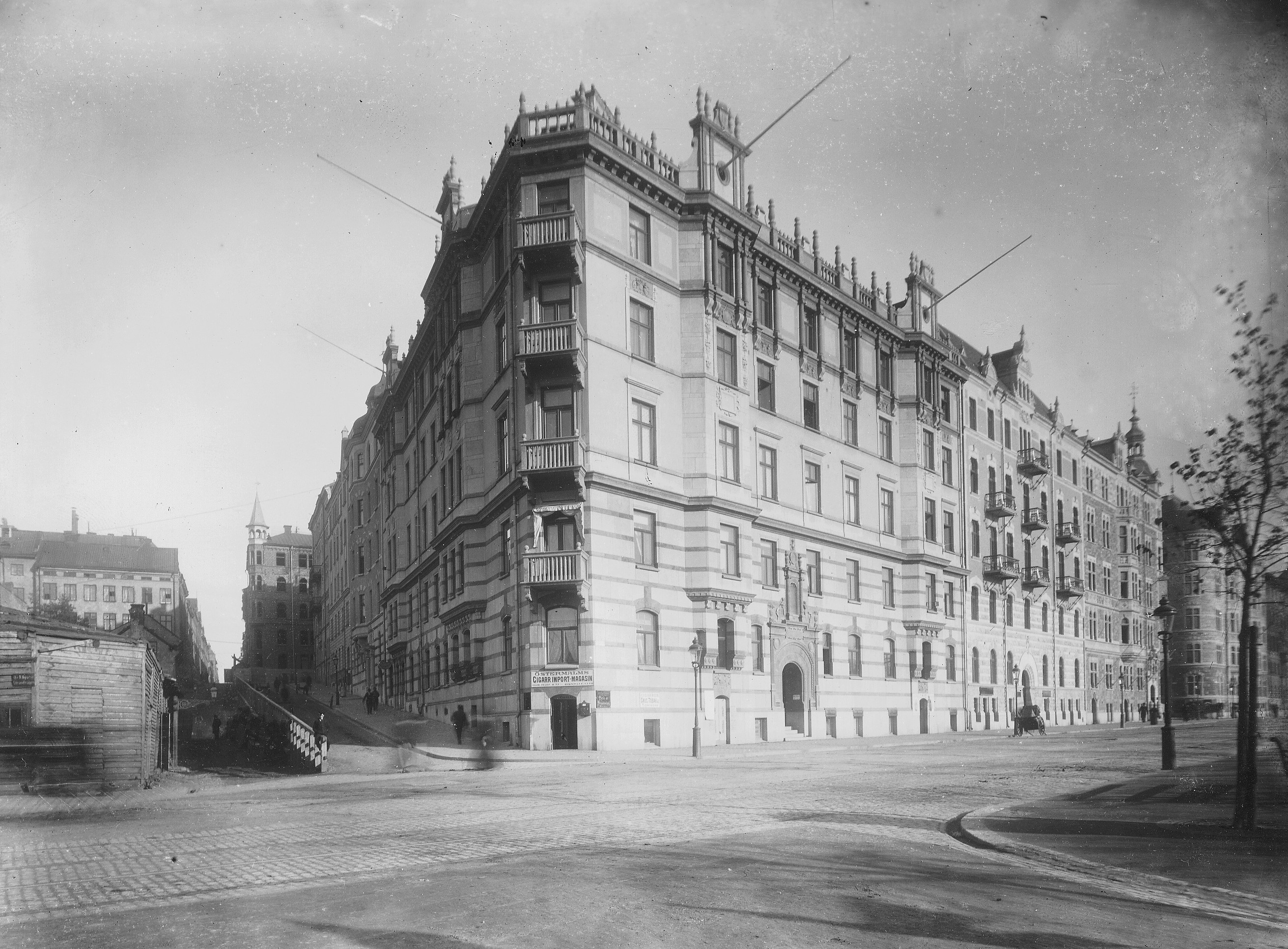
Krabaten 4 just färdigställd, 1897.

- Krabaten 2, Strandvägen 15 / Grevgatan 1, byggår 1896, arkitekt Johan Laurentz[5]
- Krabaten 3, Strandvägen 13, byggår 1896, arkitekt Carl Kleitz[6]
- Krabaten 4, Strandvägen 11 / Skeppargatan 2, byggår 1895, arkitekt Gustav Lindgren och Kasper Salin[7]
- Krabaten 5, Skeppargatan 4, byggår 1897, arkitekt Gustav Lindgren och Kasper Salin[8]
- Krabaten 6, Skeppargatan 6, byggår 1896, arkitekt Anders Gustaf Forsberg[9]
- Krabaten 7, Skeppargatan 8 / Kaptensgatan 12, byggår 1895, arkitekt Anders Höög[10]
- Krabaten 8, Kaptensgatan 14, byggår 1896, arkitekt Anders Gustaf Forsberg[11]
- Krabaten 9, Kaptensgatan 16 / Grevgatan 5, byggår 1896, arkitekt Erik Boström[12]
- Krabaten 10, Kaptensgatan 14, byggår 1898, arkitekt Hans Jacob Hallström[13]

### Bebyggelsens kulturhistorisk klassificering
Fastigheten Krabaten 2 är blåmärkt av Stadsmuseet i Stockholm vilket betyder "att bebyggelsen bedöms ha synnerligen höga kulturhistoriska värden". Övriga fastigheter, utom Krabaten 8, är grönmärkta och bedöms av Stadsmuseet som "särskilt värdefulla från historisk, kulturhistorisk, miljömässig eller konstnärlig synpunkt". Krabaten 8 har en gulmärkning som innebär "att bebyggelsen har positiv betydelse för stadsbilden och/eller har ett visst kulturhistoriskt värde".

### Nutida bilder

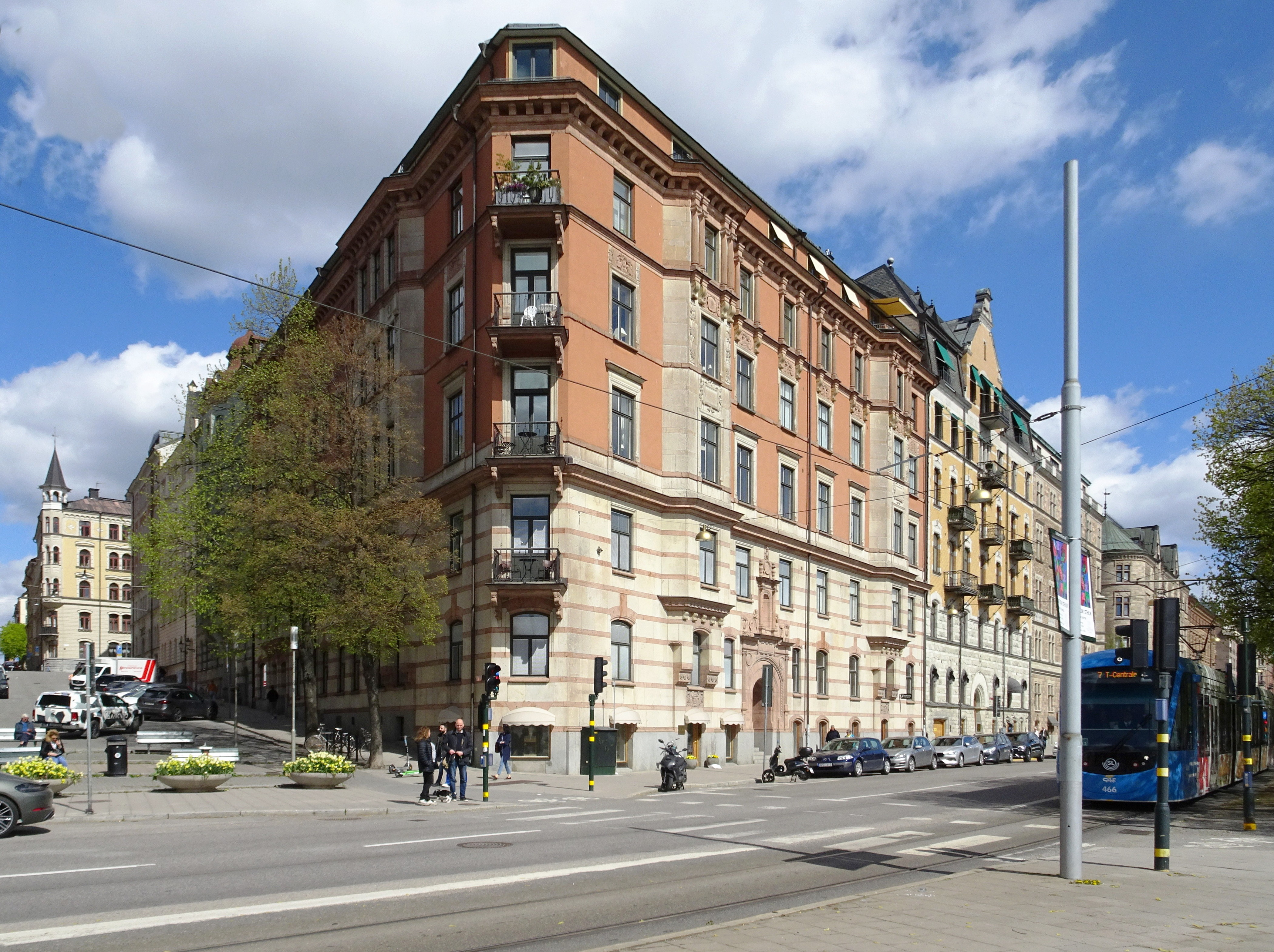
Krabaten 4 (närmast) och 3 (till höger), Skeppargatan 2 / Strandvägen 11–13.
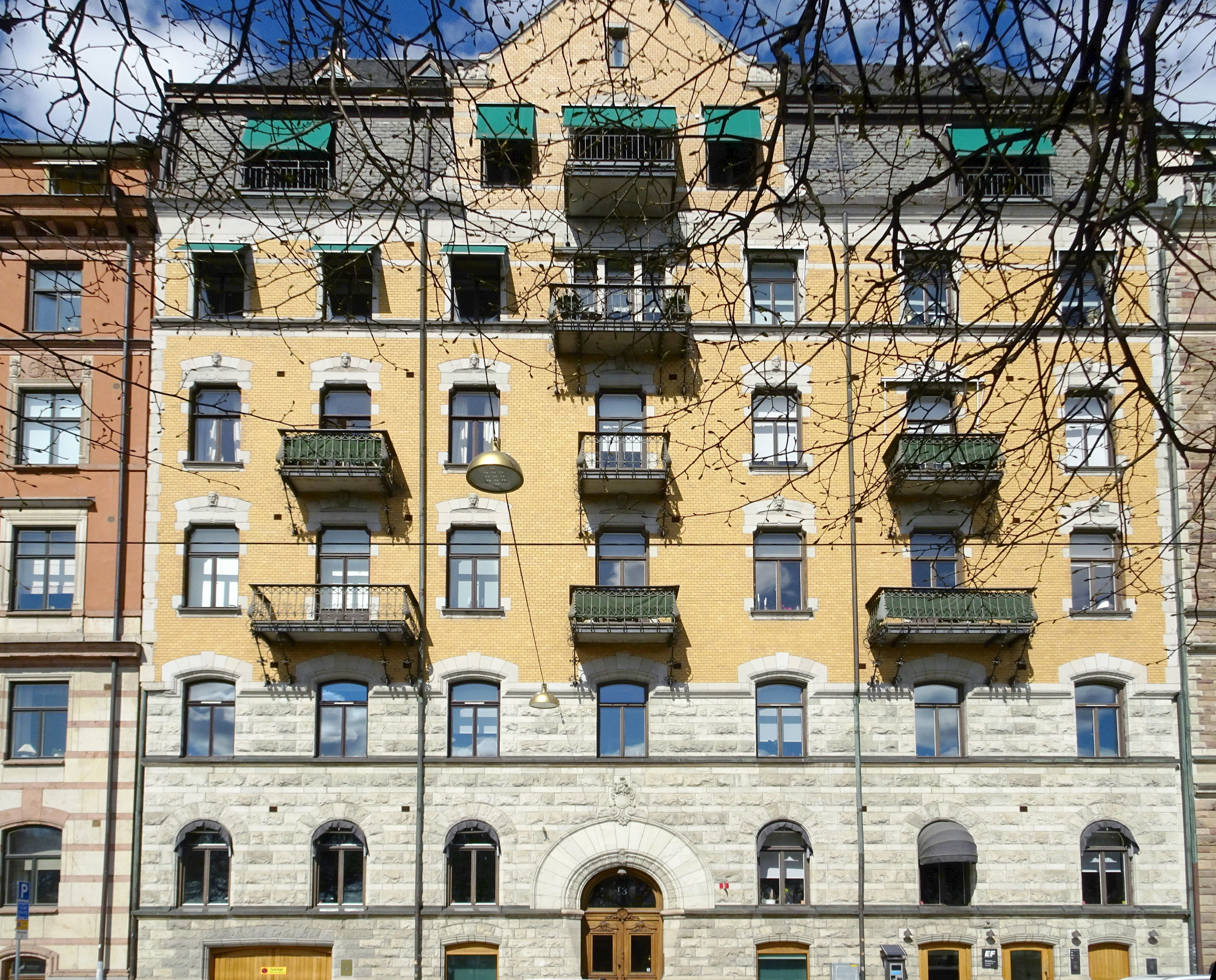
Krabaten 3, Strandvägen 13.
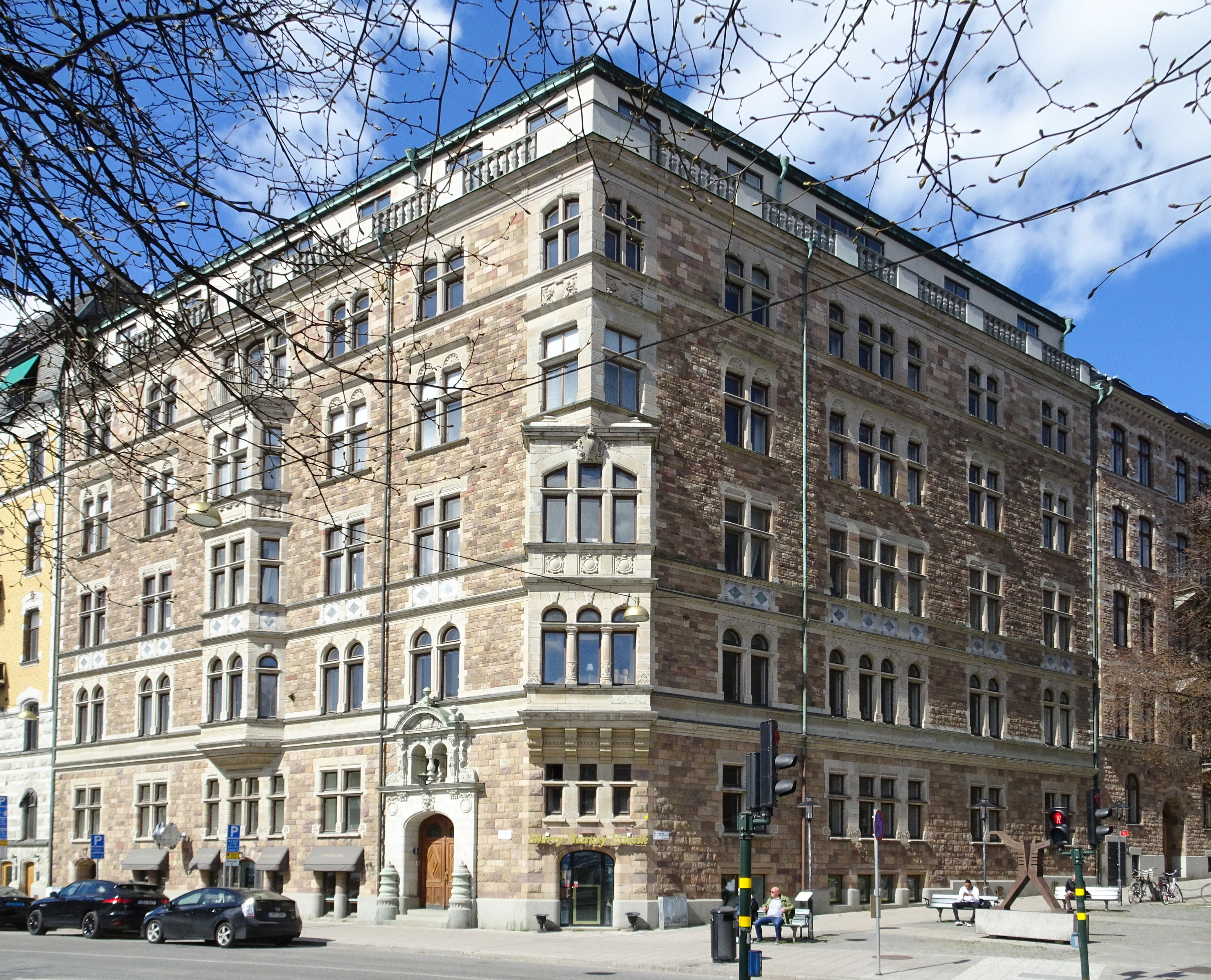
Krabaten 2, Strandvägen 15 / Grevgatan 1.
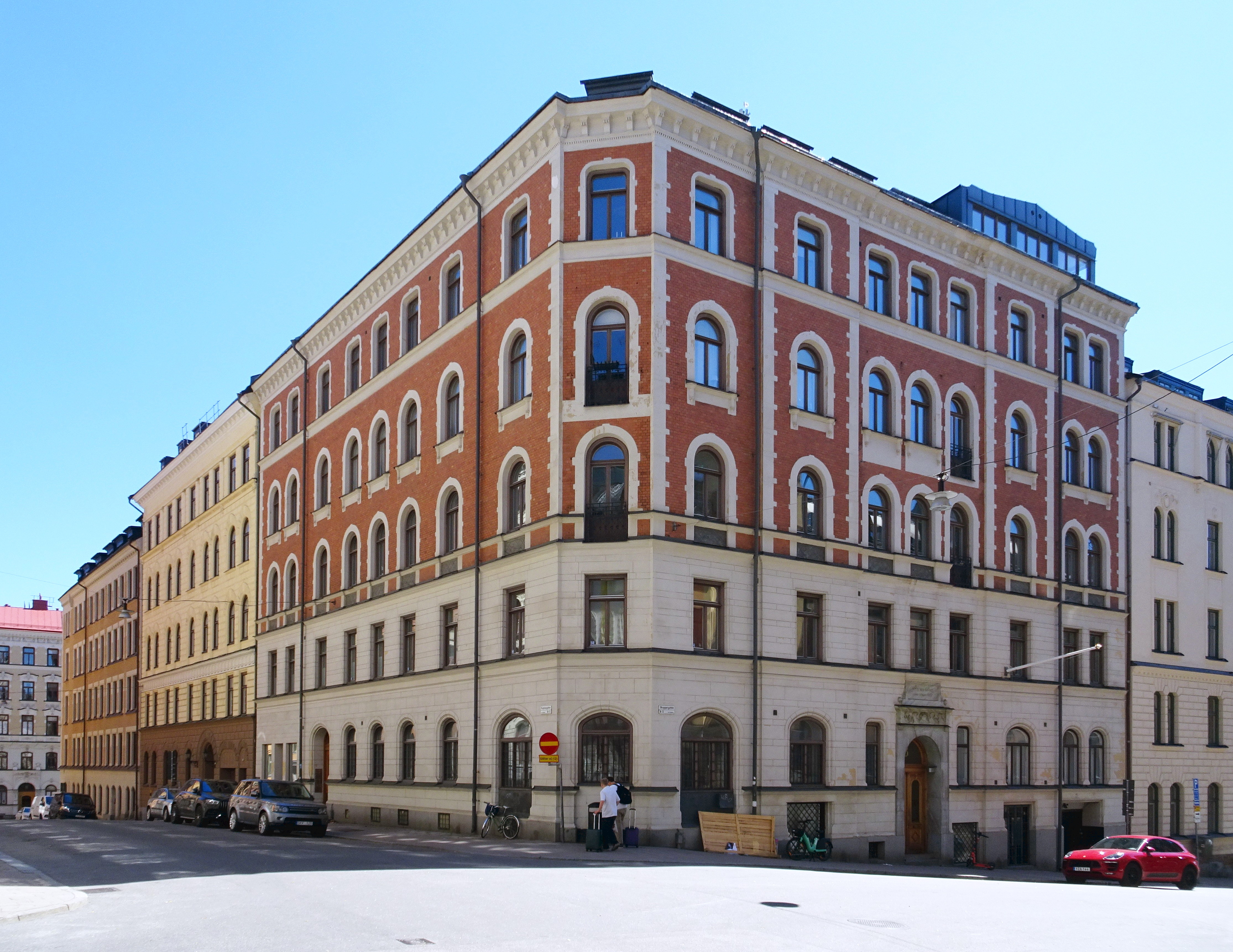
Krabaten 7, Kaptensgatan 12 / Skeppargatan 8.
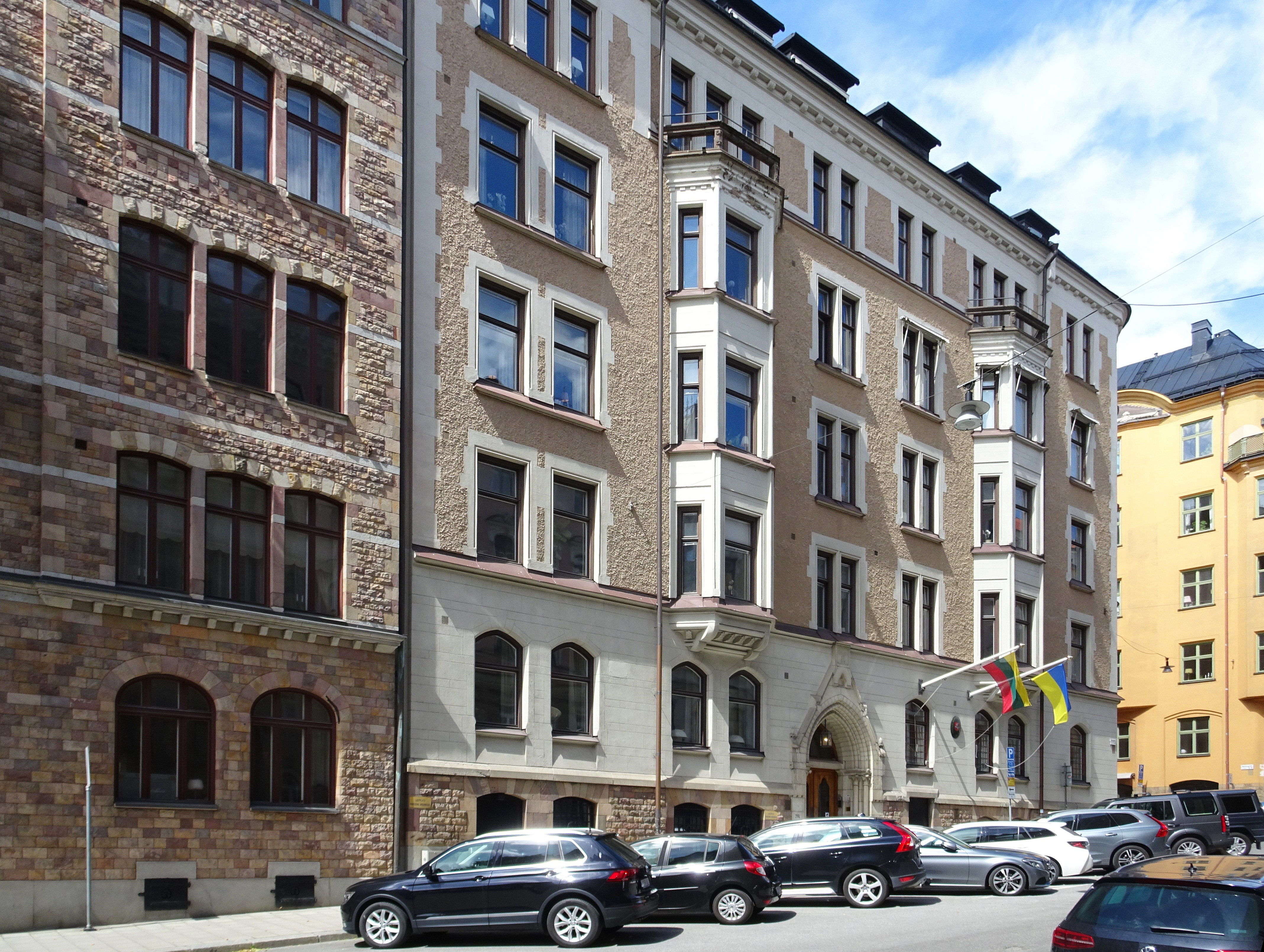
Krabaten 8 (till vänster) och 9, Grevgatan 5 / Kaptensgatan 16.